# Hypoeschrus
Hypoeschrus is een kevergeslacht uit de familie van de boktorren (Cerambycidae). De wetenschappelijke naam van het geslacht werd voor het eerst geldig gepubliceerd in 1864 door Thomson.

## Soorten
Hypoeschrus omvat de volgende soorten:
- Hypoeschrus dallonii Peyerimhoff, 1936
- Hypoeschrus abyssinicus Jordan, 1894
- Hypoeschrus acme (Jordan, 1903)
- Hypoeschrus aenescens Aurivillius, 1908
- Hypoeschrus clermonti Lepesme & Breuning, 1956
- Hypoeschrus ferreirae Lepesme & Breuning, 1955
- Hypoeschrus strigosus (Gyllenhal, 1817)
- Hypoeschrus ugandensis Lepesme & Breuning, 1955